# Anderson Vilien
Anderson Vilien (31 december 1971) is een voormalige Haïtiaanse atleet, die was gespecialiseerd in de sprint. Vilien vertegenwoordigde zijn land eenmaal op de Olympische Spelen.
Op de Olympische Spelen van 1996 in Atlanta nam hij deel aan de 200 m. Hierbij sneuvelde hij in de kwalificatieronde met een tijd van 21,62 s. Hiermee verbeterde hij wel zijn persoonlijke record.

## Persoonlijk record
| Onderdeel | Prestatie | Datum        | Plaats  |
| --------- | --------- | ------------ | ------- |
| 200 m     | 21,62 s   | 31 juli 1996 | Atlanta |